# Alcor (revista)
Alcor fue una revista paraguaya fundada bajo el nombre de Cuenco en Asunción, Paraguay, en diciembre de 1995, a instancias del poeta y literato paraguayo Rubén Bareiro Saguier y del escribano y promotor cultural, Julio César Troche.

## Ubicación histórica
Fueron tiempos de mucha efervescencia cultural en el Paraguay aquellos finales de la primera e iniciales de la segunda mitad del siglo XX. En 1946, la pintora paraguaya Ofelia Echagüe Vera rompió el esquema temático y expuso desnudos femeninos en un club, lo cual creó una gran convulsión en la sociedad.
Sin embargo, el modernismo artístico paraguayo comenzó bastante tarde en relación con los demás movimientos en el resto del mundo. Se puede precisar una fecha y una acción, la exposición de arte de 1952 en el Centro Cultural Paraguayo Americano (CCPA), para la cual se redactó el «Manifiesto de Arte Moderno Paraguayo» cuyos responsables fueron Josefina Plá y João Rossi.
Luego, en 1954, fue fundado el Grupo Arte Nuevo por Olga Blinder, Lilí del Mónico, Josefina Plá y José Laterza Parodi.
Pero no solo era el mundo del arte. Una serie de publicaciones periódicas, revistas estudiantiles, académicas, gremiales y de entretenimiento comenzaron a surgir. Entre ellas apareció Cuenco, cuyos propósitos expuestos en el editorial titulado «La luz que vemos», en el primer número, dice lo siguiente: «El primer problema que se plantea frente a la aparición de una revista –y más si ella tiene pretensiones– es el problema del nombre. Después de mucho viajar entre palabras, entre las palabras y su sombra, entre las letras y su espejo de vida hacia los hombres, nos hemos acercado definitivamente a CUENCO, como para ofrecer en recipiente de barro o de madera, que nos laza a la tierra y sus raíces, el bastimento que a manera de ala o de ventana vaya abriendo su voz para llenar el viento en sus cuatro estaciones».

## Alcor-Cuenco
El número 2 de la revista se editó aún con el nombre de Cuenco, pero con una pegatina en la misma tapa se anuncia el cambio del mismo en los siguientes términos: «Ante dificultades surgida que nos impiden seguir usando nuestro nombre, Cuenco desde el próximo número saldrá como Alcor, en la misma mano y en su mismo camino». En ningún otro número hablaron de las reales razones por las cuales tuvieron que cambiar de nombre.
En el número 3, en un editorial titulado «Sin la mancha del pecado original», la dirección de la revista cita, sin mayores datos, lo siguiente: «...Y porque Cuenco ha sufrido el manoteo de una sombra acechante hoy se pierden las letras de su nombre...».

## Características
- La revista Alcor publicó un total de 47 números entre diciembre de 1955 y el primer trimestre de 1969. Al principio bajo la dirección de sus dos fundadores, Rubén Bareiro Saguier y Julio César Troche, luego bajo la del primero. A la fecha ya contaban con un frondoso panel de colaboradores y auspiciantes.
- Hasta el número 38 se imprimió en formato tabloide (A3), sin encuadernar, en diferentes tipos de papeles y a varios colores de tinta, por lo general variaba a uno de ellos y sus tonalidades por número.
- A partir del número 39 se publicó en formato pequeño, medio pliego, con encuadernación «a caballo» con doble grampa, siempre a colores sin diferencia de tipo de papel en las tapas.
- Fue al principio de edición bimensual, aunque en ocasiones sobrepasó esa periodicidad.
- De las 47 publicaciones, en cuatro oportunidades salieron números dobles: números 18-19, 23-24, 37-38 y 39-40.
- El último número que apareció fue el 47, y no hay nada en el contenido que mencione su desaparición o cierre. Simplemente, y como muchas otras publicaciones, dejó de salir. En el año 2008, como parte de una recordación especial a la trayectoria de la revista y sus fundadores, se editó un compendio de los 47 números con un texto introductorio de Rubén Bareiro Saguier y notas de la investigadora paraguaya Margarita Kallsen. El mismo estuvo a cargo de la editorial El Lector de Paraguay.

## Colaboradores
La revista Alcor contó con la colaboración de muchas figuras intelectuales internacionales y nacionales, así como también de renombrados artistas visuales quienes realizaron diferentes gráficas para la misma. Varias de las colaboraciones se daban también en el formato de publicación de intercambio epistolar, como es el caso de las notas que Juan Ramón Jiménez le enviara a su compatriota radicado en el Paraguay Viriato Díaz-Pérez, o las de Miguel de Unamuno y Antonio Machado.
En varios números de la revista se pueden observar grabados de Olga Blinder, de Lotte Schulz, Francisco Torné Gabaldá, Miguela Vera o Carlos Colombino. Muy pocas veces se utilizó el recurso de la fotografía y uno de sus puntos llamativos fue el retrato dibujado o caricaturado del personaje.
Los géneros del relato, el cuento y la poesía también formaron parte de la publicación en varios números.